# Nhà thờ All Saints, Peshawar
Nhà thờ All Saints nằm bên trong Cổng Kohati của thành phố cổ Peshawar ở Pakistan, là một giáo xứ của Nhà thờ Pakistan. Đây là một nơi độc đáo về mặt kiến trúc của tín ngưỡng Thiên chúa giáo mang một nét tương đồng nổi bật với một nhà thờ Hồi giáo saracenic với những ngọn tháp và một mái vòm.

## Lịch sử
Nhà thờ được khai trương vào ngày thánh John, 27 tháng 12 năm 1883. Mặc dù các đài tưởng niệm ban đầu trong nhà thờ ghi lại những nhà hảo tâm châu Âu đầu tiên và tên của các nhân viên truyền giáo, ngay từ đầu, nhà thờ đã được mô tả như một nhà thờ Thiên chúa giáo bản địa được xây dựng cho người dân bản địa Peshawar. Mục sư đầu tiên của nhà thờ là Linh mục Imam Shah.
Viên đá nền tảng của nhà thờ được đặt bởi Thuyền trưởng Graves, người góa phụ đã bày chiếc bàn bằng đồng trên Bàn của Chúa. Một kiến trúc sư địa phương, dưới sự giám sát của các nhân viên của Hội Truyền giáo Giáo hội bao gồm Linh mục Thomas Hughes, chịu trách nhiệm thiết kế tòa nhà. Tòa nhà có hình chữ thập được bố trí với lăng ở phía tây. Một tấm biển ghi lại: "Nhà thờ này được dựng lên Vinh quang của Thiên Chúa và dành riêng cho ký ức của tất cả các Thánh trong năm của Giêsu Christ 1883."

### Cuộc tấn công năm 2013 của những kẻ khủng bố
Vào ngày 22 tháng 9 năm 2013, hai kẻ đánh bom tự sát đã thực hiện một cuộc tấn công bên ngoài nhà thờ vào cuối dịch vụ vào Chủ nhật, làm 87 người chết và 170 người bị thương. 600 giáo dân đã ở trên bãi cỏ phía trước của nhà thờ, ăn trưa, khi hai vụ nổ xảy ra, khiến nhà thờ nằm rải rác với các bộ phận cơ thể. Nạn nhân bao gồm ước tính 37 trẻ em. TTP Jundullah, liên kết với Taliban, cho biết họ đã thực hiện cuộc tấn công vào giáo đoàn Kitô giáo, nói: "Chúng tôi sẽ tiếp tục các cuộc tấn công vào những người không theo đạo Hồi trên đất Pakistan."
Đây là cuộc tấn công thứ hai vào các nhà thờ ở tỉnh Khyber Pakhtunkhwa trong một năm, nơi một nhà thờ khác ở Mardan bị cháy đúng một năm trước khi xảy ra vụ việc này.